# 久世だんじり祭り
久世だんじり祭り（くぜだんじりまつり）は、大阪府堺市中区久世地区周辺で10月の第1土曜日・日曜日に行われる秋祭りである。
久世地域には北垣外、高山、東八田、平井、伏尾、桝矢、和田（50音順）の全7台のだんじりが曳行している。

## 概要
初日に野々宮神社へ北垣外、高山、東八田、桝矢の4台が宮入を行い、二日目に多治速比売神社へ平井・伏尾・和田の3台が宮入を行っている。また、二日目には泉北一号線高架下にて連合パレードが行われている。

### 各町紹介
北垣外（きたがいと）
1987年（昭和62年）新調・下地車
高山（たかやま）
1989年（平成元年）新調・上地車
東八田（ひがしはんだ）
1990年（平成2年）新調・下地車
平井（ひらい）
1997年（平成9年）新調・下地車
伏尾（ふせお）
1995年（平成7年）貝塚市石才町より購入・下地車
桝矢（ますや）
1987年（昭和62年）新調・上地車
和田（わだ）
1991年（平成3年）新調・下地車